# Target Renegade
Target Renegade, presentato anche come Target: Renegade o Target; Renegade, è un videogioco picchiaduro a scorrimento pubblicato nel 1988 per Amstrad CPC, Commodore 64 e ZX Spectrum da Imagine Software, allora divenuta un marchio di Ocean Software, e nel 1990 per la console NES dalla Taito. 
È il seguito di Renegade in una serie prodotta dalla Ocean, con un lottatore di strada come protagonista, del tutto indipendente dalla serie giapponese di Kunio-kun, comprendente altri seguiti di Renegade realizzati dai produttori originali dell'arcade.
Target Renegade su computer fu un successo soprattutto per Amstrad e Spectrum, grazie anche all'introduzione della modalità multigiocatore e della possibilità di impadronirsi di armi, caratteristiche che i produttori copiarono da Double Dragon. Fu seguito a sua volta da Renegade III: The Final Chapter.
L'immagine di copertina e introduttiva è ispirata a una nota fotografia dell'artista marziale Joe Lewis.

## Trama
Un lottatore di strada affronta orde di criminali al servizio del capobanda Mr. Big nella degradata città di Scumville (traducibile come "città della feccia"). Si attraversano cinque livelli con differenti ambientazioni e avversari: un parcheggio multipiano dove i teppisti attaccano anche in motocicletta, una strada malfamata dove si lotta con le prostitute e i loro protettori armati di pistola, il parco con teppisti skinhead, il centro commerciale dove i nemici comprendono anche cani, e infine il bar, dove per ultimo si affronterà come boss Mr. Big.

## Modalità di gioco
Il gioco è un picchiaduro isometrico con scorrimento orizzontale verso destra; solo su Commodore 64 e NES lo scorrimento è graduale, altrimenti avviene a scatti passando direttamente da una schermata all'altra. Nelle versioni Amstrad e Spectrum è presente anche la modalità a due giocatori in simultanea, cooperativa contro gli avversari, ma i giocatori possono anche colpirsi tra di loro.
Il personaggio del giocatore può muoversi in tutte le direzioni e abbinando il pulsante di fuoco a una direzione può effettuare diverse azioni comprendenti saltare, abbassarsi, sferrare calci, pugni e calci volanti. Alcune mosse variano secondo la versione; ad esempio su Commodore 64 alcuni nemici possono afferrare il protagonista alle spalle per farlo pestare da un compare, e un'ulteriore mossa permette di liberarsi, mentre su Amstrad e Spectrum c'è la possibilità di attaccare un avversario mentre è temporaneamente a terra.
Ci si può impadronire di armi da mischia come mazze e martelli, anch'esse variabili a seconda della versione, e usarle al posto del pugno. Le armi vengono utilizzate da alcuni nemici e possono essere raccolte dal giocatore dopo aver messo a terra l'avversario.
Il personaggio ha una barra dell'energia e una scorta di vite. C'è un limite di tempo per completare ciascuno dei cinque livelli, dei quali solo l'ultimo ha un boss finale.